# Juniperus poblana
Juniperus poblana ist eine Pflanzenart aus der Familie der Zypressengewächse (Cupressaceae). Sie ist in Mexiko heimisch und wird von einigen Autoren als eine Varietät von Juniperus flaccida angesehen.

## Beschreibung
Juniperus poblana wächst als immergrüner Baum der Wuchshöhen von bis zu 8 Metern erreichen kann. Der Stamm ist meist gegabelt und die Krone hat eine kugelige Form. Die Äste gehen gerade vom Stamm ab und haben eine herabhängende Spitze. Die braune Borke blättert in breiten Streifen ab.
Die Art bildet zwei verschiedene Formen von auffälligen Blättern aus. Die schuppenförmigen Blätter haben eine spitz zulaufende und nach unten gebogene Spitze deren Form von Blatt zu Blatt variieren kann.
Juniperus poblana ist zweihäusig-getrenntgeschlechtig (diözisch) und die Blütezeit liegt im Frühling. Die Beerenzapfen erreichen Durchmesser von 0,9 bis 1,2 Zentimeter und sind zur Reife bläulich braun gefärbt und blaugrün bereift. Man kann häufig noch die zusammengewachsenen Zapfenschuppen erkennen. Jeder Zapfen trägt 4 bis 13 Samen.

## Verbreitung und Standort
Das natürliche Verbreitungsgebiet von Juniperus poblana liegt im südlichen Mexiko. Es umfasst dort die Bundesstaaten Guerrero, Hidalgo, Jalisco, México, Morelos, Mexiko-Stadt, Nayarit, Oaxaca, Puebla und Zacatecas.
Juniperus poblana gedeiht in Höhenlagen von 1200 bis 2300 Metern. Die Art wächst dort vor allem auf trockenen Hängen mit kalkhaltigen Böden. Sie bildet Reinbestände kommt aber auch in Mischbeständen vor.

## Systematik
Die Erstbeschreibung als Juniperus flaccida var. poblana erfolgte 1946 durch Maximino Martínez in Anales del Instituto de Biológia de la Universidad Nacional de México, Band 17, Seite 31. Robert Phillip Adams erhob im Jahr 2006 in Phytologia, Band 88, Seite 239 die Varietät als Juniperus poblana in den Artstatus. Ein Synonym für Juniperus poblana (Martínez) R.P. Adams ist Cupressus thurifera Kunth.

## Gefährdung und Schutz
Juniperus poblana wird nicht in der Roten Liste der IUCN geführt.